# 本塔納斯縣
1°27′0″S 79°28′12″W / 1.45000°S 79.47000°W
本塔納斯縣（西班牙語：Cantón Ventanas），是厄瓜多爾的縣份，位於該國中西部，由洛斯里奧斯省負責管轄，始建於1952年11月10日，面積282平方公里，2013年人口71,093，人口密度每平方公里252.1人。